# Lek
För andra betydelser, se Lek (olika betydelser).
| Lek |
| --- |
| Sandlådan är ofta platsen för mindre barns lekar. - Betydelse – aktivitet för nöjes skull, eller som social eller intellektuell träning - Varianter – • barnlek (barns träning av sinnen, motorik och social färdighet) • idrott (motion eller underhållning för publik) • rollek (rollspel, lek med identiteter, makt och social dynamik) • spel (tävling efter spelregler) - Relaterade begrepp – • BDSM (sexuellt rollspel omkring makt) • datorspel (tävling via dator, ofta i datornätverk) |

Lek är en aktivitet som utförs för nöjes skull, eller som social eller intellektuell träning. Denna aktivitet förknippas mest med barn (lekkamrat), men även många vuxna leker – liksom andra högre stående djur. Sport och spel (med eller utan dator) är former av lek som är vanliga i vuxen ålder. Rollekar är en form av lek med uppgjorda spelregler. 
I leken låtsas man utföra de aktiviteter som leken efterliknar. Den eller de som leker föreställer sig att leksakerna symboliserar föremål och fenomen från vardagslivet. Utifrån dess karaktär kan man skilja mellan sensomotorisk lek, rollek (låtsaslek), konstruktionslek och regellek; ofta är leken en kombination av flera av dessa typer.

## Funktion och former

### Lekens funktion
Leken är en "låtsasverksamhet", där man iscensätter föreställningar av olika aktiviteter och skapar lekversioner av verkliga miljöer. Detta kan jämföras med det fiktiva rollspel som teater och skådespelande utgör. Leken är både en fysisk och mental träning, ofta av roller som individen senare i livet behöver behärska. I leken kopierar barnet ofta det beteende som den vuxna personen utför som arbete, hushållsskötsel eller i sin vardag i övrigt.
En lek kännetecknas av harmoni och samspel mellan lekkamraterna, baserat på gemensamma regler. Deltagande i leken kan signaleras genom en lekfull min, en (om man är hund) viftande svans eller uttalande "vi låtsas att". Under leken är man hängiven och glömmer av världen utanför, i sin verksamhet inuti den illusoriska lekvärlden. När harmonin bryts, bryts också leken för förhandling omkring justering av regler, deltagare eller något annat.

### Fyra typer av lekar
Ibland skiljs mellan fyra olika typer av lek. Dessa är då:
- Sensomotorisk lek (även funktionslek, psykomotorisk lek, övningslek[4]) – där sinnen och motoriska färdigheter sätts på prov
- Rollek (låtsaslek, fantasilek, fiktionslek,[5] sociodramatisk lek[4]) – man följer reglerna och logiken från lekens innehåll; här finns ofta konstruktion och skapande verksamhet[1]
- Konstruktionslek (lek med material[4]) – en skapande verksamhet där man bygger (sandslott, snögubbar, kojor, konstruktioner av byggklossar etc)
- Regellek – ofta med olika roller (exempelvis tjuv och polis)[1]

Ofta är leken i praktiken en kombination av flera av ovanstående typer. Både rolleken och lek med dockor av olika slag är exempel på lekar där de deltagande gestaltar en fiktiv berättelse.

### Andra varianter av lek
Ett litet spädbarn som bara är några veckor gammalt roas av föräldrarnas röst, mimik och kroppskontakt. Så småningom lär sig barnet att härma de vuxna genom sång- och fingerlekar, rim och ramsor. När barnen blir äldre, leker de gärna två och två eller i större grupper. Det kan handla om fri lek, rollspel eller mera organiserade lekar efter bestämda regler. Genom att iaktta och härma vuxna och föreställa sig olika situationer i vardagslivet lär sig barn nya färdigheter och förhållningssätt gentemot omgivningen.
Inom ramen för leken lever sig deltagarna in i en fantasivärld och prövar roller som skiljer sig från det vanliga livet. Vissa lekar innehåller tävlingsmoment som går ut på att mäta styrka, snabbhet eller slagfärdighet, ofta på ett humoristiskt och skämtsamt sätt. Sällskapslekar ger deltagarna tillfälle att lära känna varandra under avslappnade former. Synen på barns lek som något enbart onyttigt, i motsats till arbetet, förändrades under upplysningstiden på 1700-talet. Vid denna tid väcktes intresset för leken som en effektiv metod för inlärning.

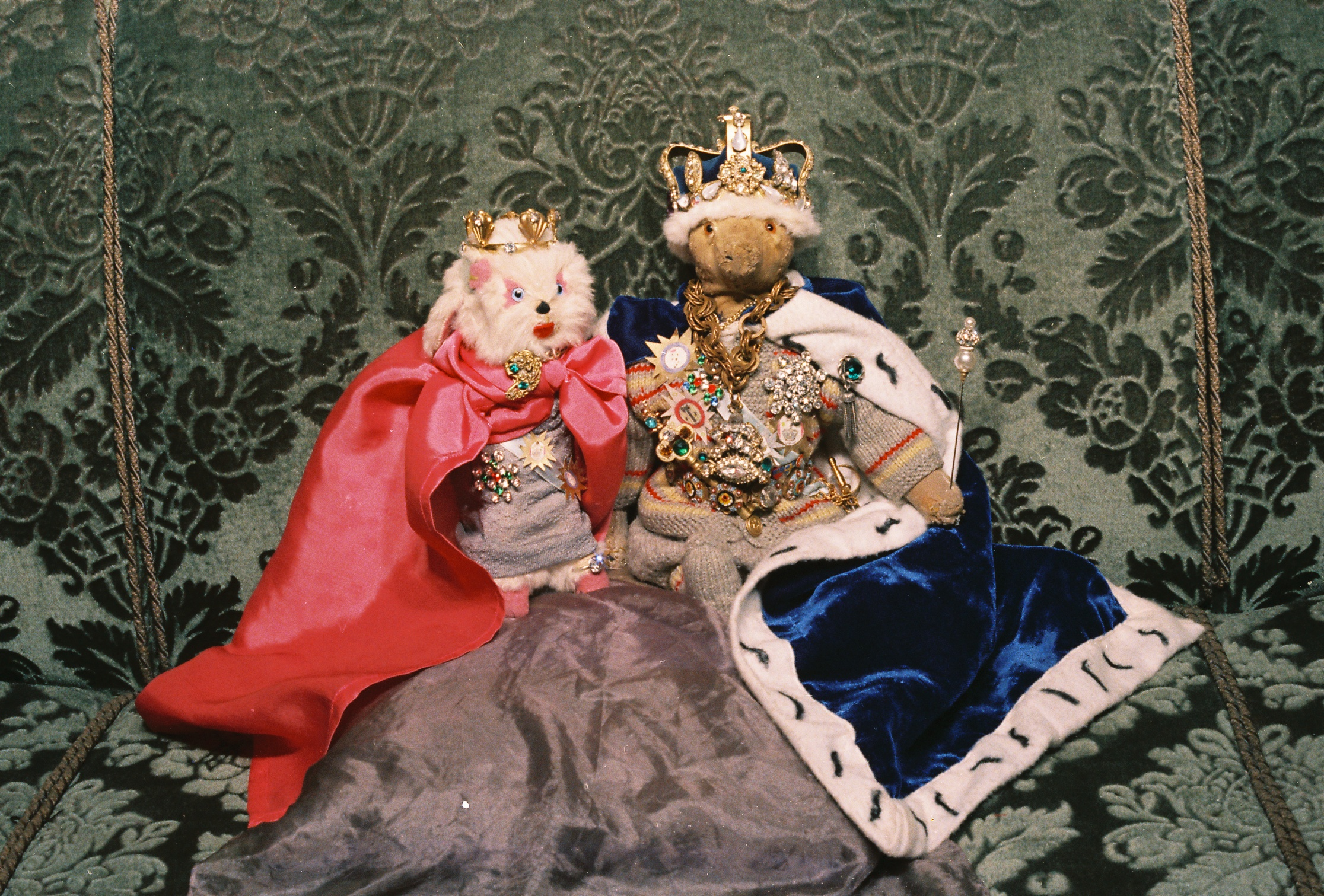
Barns lekar inkluderar ofta dockor och andra leksaker.

### Leksaker och fantasivärldar
Klassiska leksaker som dockor och nallebjörnar kan följa med när barnet utvecklar nya intressen och mognar. De klarar "tidens prövning", kan ärvas från generation till generation, och de kan åtfölja barnet in i mer och mer invecklad lekar när social omgivning, livet och kunskapen om exempelvis historia skapar varierade och utbyggda idéer.
Som konkretiserat låtsasland kan ett sammansatt leksaksrike växa fram i en barnkammare. Namngivna leksaker kan få bekläda livslånga hederspositioner, som imaginära vänner med fysisk närvaro, hos sällskapliga personer som även har ett flertal livs levande vänner.

### Maktlekar
En specifik form av lek är den som utspelas som en maktkamp. Särskilt bland äldre barn och tonåringar finns denna dimension, och den har ofta formen av en tävling med våldsinslag och bestraffning. Även i andra åldrar ingår maktutövning och förhandling som en integrerad del av barns lekar, exempelvis när en i gruppen får agera drottning och bestämma vad de andra ska göra. Viss forskning anser att särskilt flickors lekar kan utformas som maktkamper.
Maktkamp är ett primitivt mänskligt fenomen, och i alla grupper – hos vuxna som barn – finns en kamp om makten över resurser, status och möjligheter. Så fort någon lyder en annan utövas makt. I barnens fantasilek finns dels ett självmedvetet maktspel, dels en självförglömmande och frigivande fantasiutveckling; den senare kan ibland beskrivas som en djup lek. De båda processerna stor i skarp kontrast till varandra, och de bidrar till att ern lek antingen stannar av eller fortsätter utifrån maktutövarens vilja. I leken kan maktutövaren ibland visa stor kompromissvilja (för att leken ska kunna fortgå). Ibland är kampen om makt, rang och resurser det primära, i andra fall är den djupa leken det viktigaste.
Bland vuxna utövas makt under lek i många sammanhang. Idrott och sport i övrigt är en tävlingsinriktad lek där kampen om makten (ofta i form av seger i den pågående tävlingen) är målet. Kampsporter är fysiskt utmanande maktlekar, och BDSM-aktiviteter är lek med maktförskjutningar i ett oftast sexuellt sammanhang (se vidare sexuellt rollspel).

## Människor och andra djur

### Hos människan

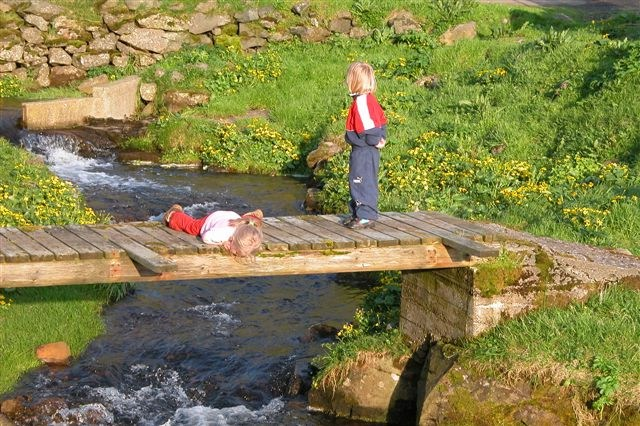
Lekar kan vara utan formella regler. Här leker två barn i Norðradalur på Färöarna.

Lekar kan vara utan formella regler, som rollspel (mamma, pappa, barn). Andra lekar liknar spel eller sport (till exempel hoppa hage, säcklöpning, tafatt). På barnkalas brukar lekar som blindbock och hela havet stormar oftast vara en del av programmet. En tid som för hela familjer under 1900-talet ofta förknippats med lekar (och sällskapsspel) är julen.
Leken kan ske med eller utan leksaker. I den fria rolleken som får ske utan störningar, bryter barn ibland leken för att komma överens om fortsättningen och ge regianvisningar för leken. Barnen byter då tempus i talet och talar i dåtid då de leker.

### Hos andra djur
Inte bara människor leker; hos många högre ryggradsdjur uppvisar ungarna lekbeteenden. Lejon och vargar uppvisar både sociala lekar och jaktlekar. Dessa lekar är till för att djuret ska kunna utveckla sina färdigheter för jakt och de sociala band som håller flocken samman. Den sociala färdigheten behövs även för att djuren ska kunna socialisera med de andra djuren för nå samförstånd.
Djur använder sig av signaler för leken. Det kan se ut att vara ett riktigt bråk, men små signaler signalerar att interaktionen är på skoj och inte på allvar. Vid försök med råttungar där man isolerat enstaka ungar och låtit andra leka med varandra, har man funnit att de isolerade drabbas av sociala svårigheter när de sätts in i flocken igen. Dessa ungar anses inte förstå de finare signalerna som det sociala samspelet bygger på.

## Historisk utveckling

### Etymologi och ursprung
Det svenska ordet lek syftade ursprungligen både på barnlekar och vuxnas sällskapsnöjen, inklusive i idrottsliga eller föreställande sammanhang. Detta betydelsespektrum finns kvar i ett antal ordsammansättningar på -lek (halvlek, kortlek, kärlek, ordlek, strängalek, tankelek, tjäderlek). De ursprungliga betydelserna av ordet (fornsvenskans leker) var 'hastig rörelse, lek, idrott, spel, skämt', och verbet leka hade grundbetydelsen 'röra sig livligt, hoppa, dansa'. I ord som väderlek och lekare finns fortfarande rörelsebetydelsen tydligt närvarande. Vissa av dessa betydelser togs senare över av det från lågtyska inlånade spel, medan man exempelvis på norska fortfarande talar om olympiske leker.
Forntida riter inom religionen har ofta gett inspiration till olika sorters lekar och senare idrottsgrenar. Detta inkluderar dragkamp (kamp mellan naturkrafter), lekar med benknotor (sagoberättares rekvisita) som utvecklats till tärningar och hoppa hage (myternas labyrinter).

### Äldre folkliga lekar

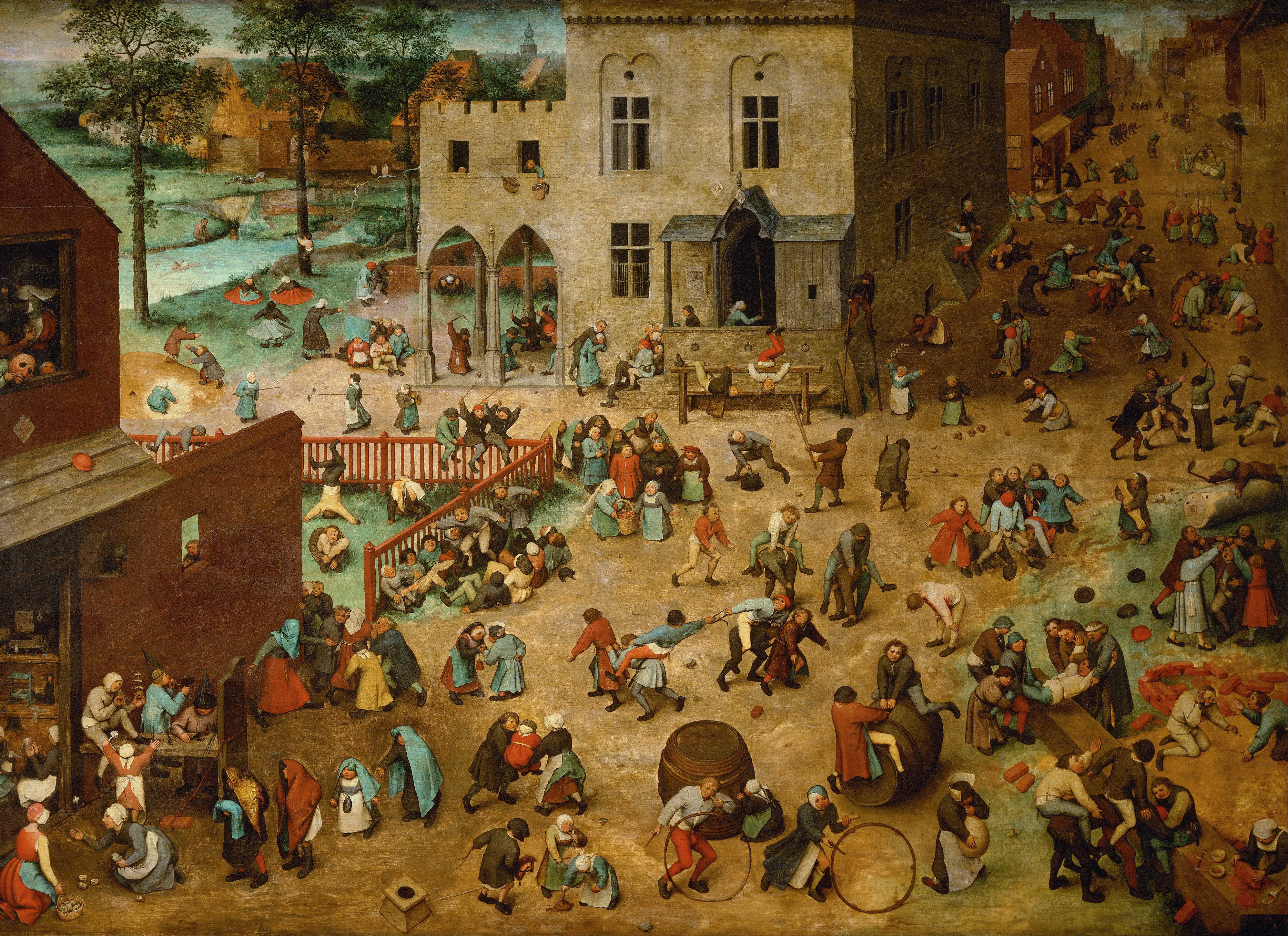
Barnlekar på Pieter Brueghel den äldres tavla Barnlekar (1560).

Åtskilliga lekar som barn lär sig redan som små bygger på äldre folkliga lekar. Vid högtider och familjefester har leken i århundraden varit en viktig del i samvaron mellan generationerna. I det gamla bondesamhället var sällskapslekarna och danserna ett sätt för ungdomar att träffas och lära känna varandra.
I Sverige finns i Nordiska museets arkiv finns uppteckningar med skildringar av lekplatser och lekvanor från slutet av 1800-talet och framåt. Folkloristen Carl-Herman Tillhagen (1906–2002) och folkhögskoleläraren Nils Dencker publicerade år 1949 en del av det insamlade materialet i boken Svenska folklekar och danser. Där skildras hur ungdomar förr möttes vid lekplatser eller lekstugor för att dansa och ha roligt. De samlades vanligen på söndagseftermiddagar eller efter arbetsdagens slut.
Ännu vid sekelskiftet 1900 var det inte ovanligt att barn började arbeta redan i 9–10-årsåldern. Efter konfirmationen hade de lika långa arbetsdagar som vuxna. Arbetslivet var samtidigt strikt könsuppdelat i manliga och kvinnliga sysslor. Även om människorna inte hade mycket fritid fanns det ibland ändå möjlighet att leka under arbetet eller rasterna, till exempel i samband med slåtter, skörd eller vedhuggning.
Att leka och skämta vid högtider som midsommar och jul är en gammal tradition, liksom vid bröllop och andra familjesammankomster. Carl-Herman Tillhagen liknar leken vid en "silverslant, som gudarna gav människan redan i vaggan som skydd mot onda makter. Den lyckopengen har hon sedan burit med sig genom tiderna."
På samma sätt som sagor och berättelser förändras allt eftersom de berättas, omformas lekarna med tiden så att det uppstår lokala variationer. Dragkamp, kulspel, Bro bro breja och Kurragömma är några exempel på lekar som funnits i flera hundra år och som har stor internationell spridning. Vintertid har det länge varit populärt med kälk- och skridskoåkning och att bygga snöfästningar.
Lekarna har förts vidare från äldre barn till yngre, från en generation till nästa. Barnkrubbor, lekskolor och daghem spelade under 1900-talet en viktig roll för bevarande och spridning av gamla lekar, när inflyttningen till städerna ökade och de gamla umgängesformerna förändrades. I städerna lekte barnen på gator och bakgårdar, innan lekplatserna byggdes, och trafiken inte var lika tät som idag.

### Från lek till idrott
I sitt fysiska utförande finns ett tydligt samband mellan leken och idrotten, och fria lekar eller friluftslekar var länge benämningar på det som senare utvecklades till senare tiders idrottsgrenar. Lekar är ofta mer spontana, medan man i tävlingsidrotten formaliserat och stärkt kamp- och prestationsmomenten med hjälp av ett antal olika regler.
En del äldre folkliga lekar som brottning och längdhopp utvecklades i början av 1900-talet till den moderna tävlingsidrotten. Andra har med tiden förändrats och anpassats till nya förhållanden eller glömts bort. Lyfta sten och slå trilla är exempel på lekar som under lång tid utövades av ynglingar på landsbygden, men som ersatts av andra sportgrenar som passar bättre in i det moderna samhället.

### Moderna lekar
I den moderna kulturen har nya former av lekar utvecklats. Inte minst har den teknologiska utvecklingen, med datorer och Internet, lett till att en stor del av lekbehovet flyttat över till tekniska miljöer. Detta inkluderar olika typer av datorspel, för enskilt spelande, spelande i par eller grupp eller i nätverk över Internet. Detta inkluderar också nätverkande som en social kultur omkring spelen, där e-sport och datorspelande som underhållning för publik (jämför Twitch och Discord and andra sociala medier) blivit en vida spridd verksamhet.
I ett alltmer individualiserat samhälle och med en större mängd fritid har även betydelsen av vuxnas lek vuxit. Detta gäller bland annat idrottstävlingar som motion eller publik underhållning, eller rollspel med eller utan sexuell koppling. Lajv är en form av rollspel i ofta historiskt iscensatta miljöer. Sexuella lekar omkring makt och maktförskjutning har utvecklats inom BDSM-kulturen.

## Dokumentation och forskning
Den första spelboken i europeisk litteratur utarbetades 1283, av Kastiliens kung Alfons X och med titeln Libro de juegos ('Spelboken').
Immanuel Kant (1724–1804), Friedrich Fröbel (1782-1852), John Dewey (1859-1952) och Rudolf Steiner (1861–1925) är fyra pionjärer inom studiet av pedagogik och barns lekande. På senare år har forskningen ökat kring leken och dess betydelse för barnets utveckling, och det har utvecklats olika lekteorier. 1938 myntade den nederländske kulturhistorikern Johan Huizinga begreppet och teorin om homo ludens ('den lekande människan'), där han menade att leken är förkulturell och sedan format människan som kulturvarelse. Enligt teorin är leken en grund för artens "förmänskligande" och en grund för fredlig samvaro.

## Lekar i urval
- Björnen sover
- Blindbock
- Hela havet stormar
- Kurragömma
- Ryska posten
- Röda lyktan stopp
- Sista paret ut
- Skeppsbrott
- Sten, sax, påse
- Viskleken